# Cuautepec (kommun)
Cuautepec är en kommun i Mexiko.   Den ligger i delstaten Guerrero, i den södra delen av landet, 300 km söder om huvudstaden Mexico City. Antalet invånare är 14 554. Arean är 414 kvadratkilometer.
Terrängen i Cuautepec är kuperad åt nordost, men åt sydväst är den platt.
Följande samhällen finns i Cuautepec:
- Cuautepec
- La Dicha
- El Salto
- Huamuchititán
- El Coquillo
- San José las Palmas
- El Líbano
- Santa Clara
- San Antonio
- El Limoncito
- Paso Salinas
- Las Parotas
- Limón Grande
- El Maguey